# Tappe Henning
Pour les articles homonymes, voir Henning.
 William (Tappe) Taljaard Stopforth Henning, né le 6 juin 1961 à Nigel (Afrique du Sud) est un arbitre international sud-africain de rugby à XV.

## Carrière d'arbitre
Il a arbitré son premier match international le 18 novembre 1995.
Tappe Henning a arbitré notamment la finale du Super 12 en 1997 et un match du Tri-nations.

## Palmarès d'arbitre
- 15 matchs internationaux (au 30 juillet 2006)
- 50 matchs du Super 12 (au 5 août 2006)